# Achtbaan (Kinderstad Heerlen)
Achtbaan is de naam van een stalen achtbaan in familiepretpark Kinderstad Heerlen, in Heerlen. Achtbaan is van het model Junior Coaster, van de bouwer Preston & Barbieri en is geschikt voor kinderen en volwassenen. 

## Geschiedenis
Achtbaan werd in juni 2013 geopend. Het verving de vorige attractie die ook Achtbaan heette. Laatstgenoemde achtbaan was van het model Wacky Worm/Big Apple dat gemaakt werd door D.P.V. Rides. Ondanks dat de naam hetzelfde is gebleven van deze achtbaan en zijn voorganger is het traject van de baan verschillend.

## De baan

### Achtbaantrein
De achtbaantrein bestaat uit 5 wagons die elk 2 bij 2 personen vervoeren zodat er maximaal 20 personen per trein kunnen plaatsnemen. Het voorste voertuig heeft het uiterlijk van een locomotief. 

### Traject
Na het verlaten van het station wordt de achtbaantrein opgetakeld met een wieloptakeling naar het hoogste punt van 6,0 meter. Dan maakt de baan een 8-figuur om vervolgens op het rechte deel via de magnetische remmen en bandenremmen naar het station te rijden. De lengte van de baan is 135 meter. De trein legt vervolgens een tweede ronde over het traject af. 